# Aichach
Aichach és una ciutat d'Alemanya i capital del districte d'Aichach-Friedberg a l'estat de Baviera. Està situada a la vall del riu Paar a l'aiguabarreig amb l'Echnach. Al cens del 2011 tenia una població de 20.888 habitants.

## Ciutats agermanades
Manté una relació d'agermanament amb les següents ciutats:
- Brixlegg (Àustria), 1991.
- Schifferstadt (Alemanya), 1992.
- Gödöllő (Hongria), 2006.

## Galeria

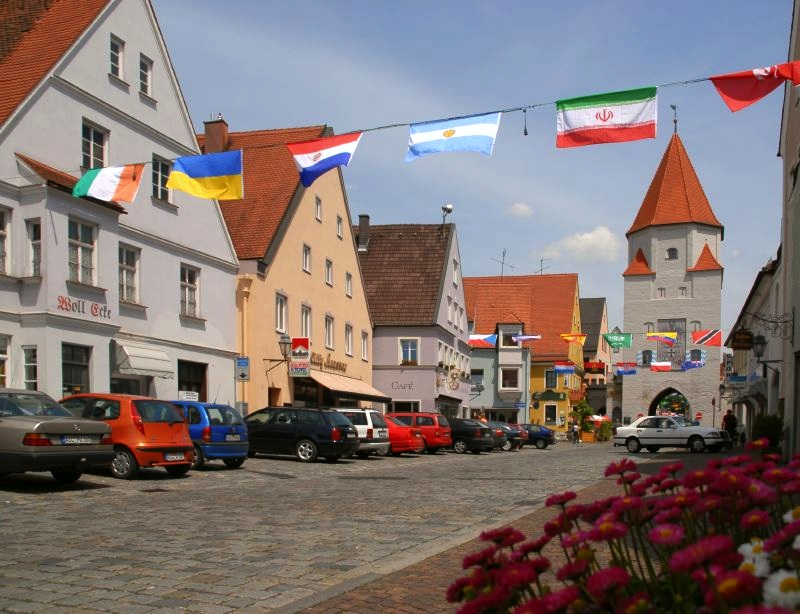
Vista del municipi
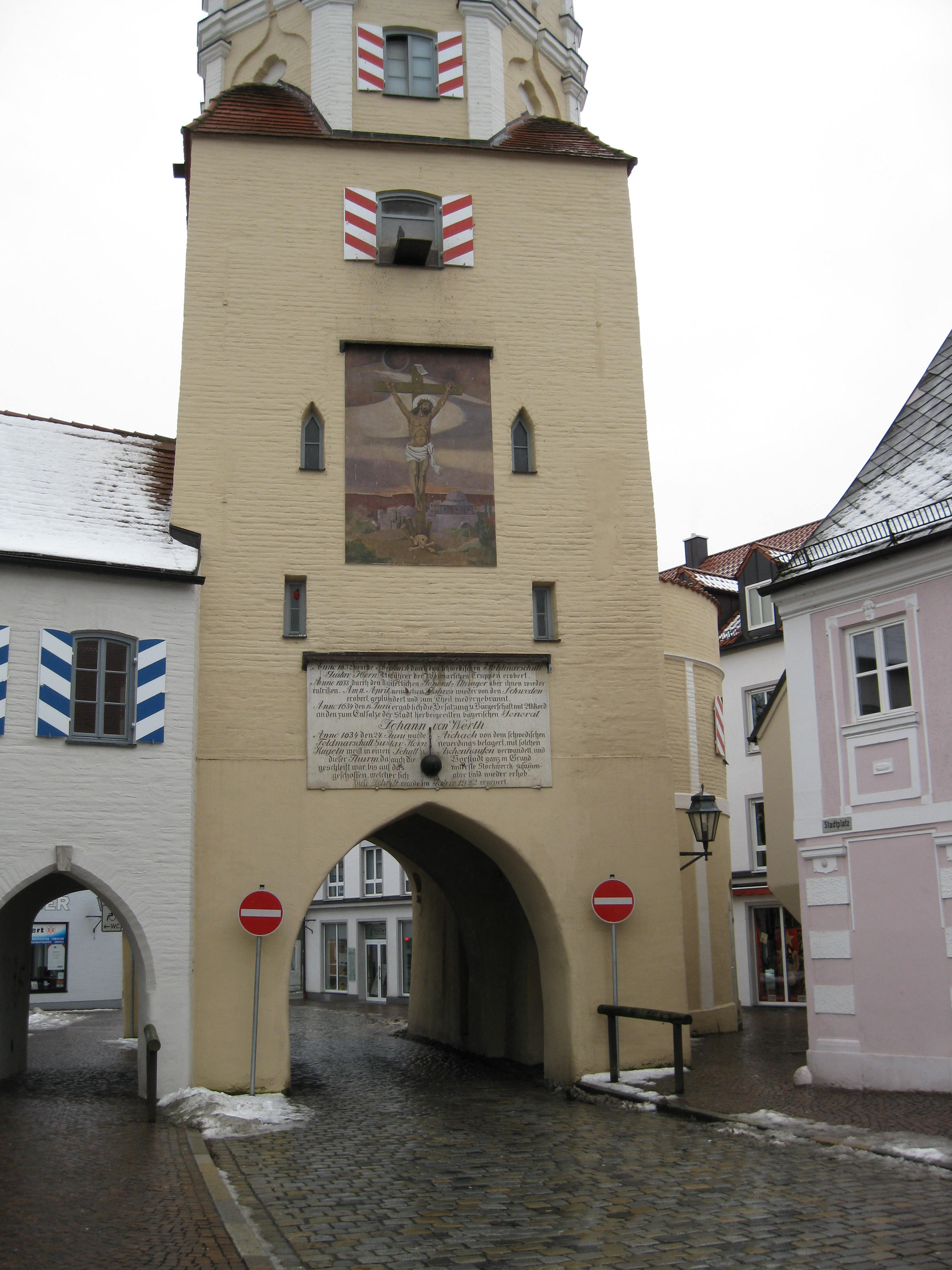
Portal
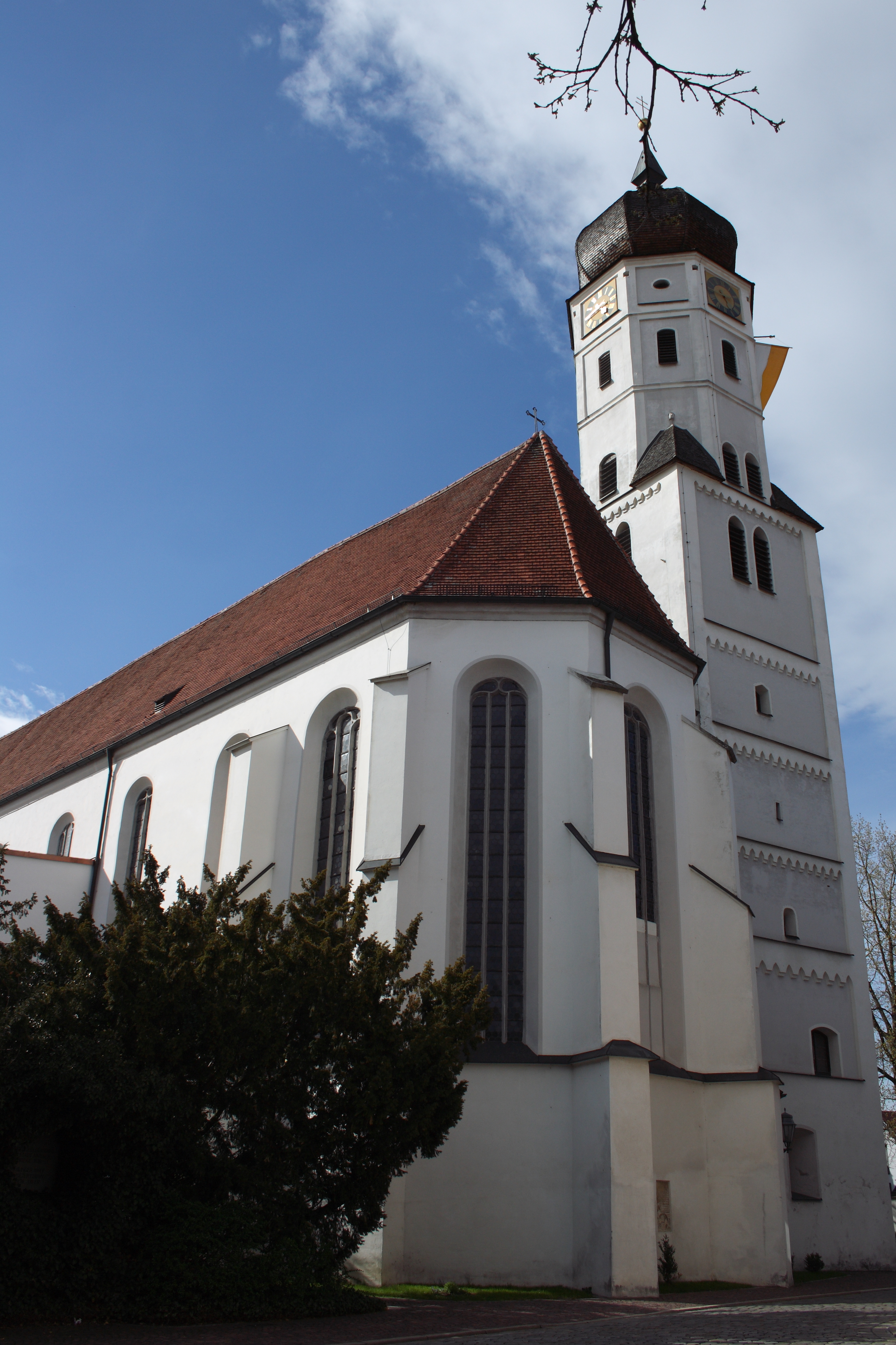
Església

## Persones il·lustres
- Johannes Engel (1453–1512), metge, astrònom i astròleg.[4]
- Matthias Greitter (±1494-1550), cantor i compositor.
- Vincenz Müller (1894–1961), oficial de la Reichswehr, la Wehrmacht i l'NVA.
- Chrislo Haas (1956–2004), músic.
- Erhard Bühler (nascut el 1956), militar.
- Christoph Burkhard (nascut el 1984), futbolista.